# Кароль II
Ка́роль II (рум. Carol al II-lea; 15 октября 1893, замок Пелеш, Синая, Королевство Румыния, — 4 апреля 1953, Эшторил, Португалия) — король Румынии с 8 июня 1930 года по 6 сентября 1940 года, представитель династии Гогенцоллерн-Зигмаринген, маршал Румынии (с 1930 года).
Изначально будучи наследником престола, в 1926 году он был лишён этого права и в 1927 году королём (было установлено регентство из трёх человек) стал его малолетний сын Михай. Однако поддержка регентского совета оказалась низкой. В июне 1930 года Кароль вернулся в страну и был почти единогласно провозглашён королём в парламенте. В 1938 году подписал новую конституцию Румынии и установил королевскую диктатуру. Под его правлением Румыния в 1940 году потеряла Северную Трансильванию (перешла к Венгрии), Северную Буковину, Бессарабию (к СССР) и Южную Добруджу (к Болгарии). Это привело к росту недовольства политикой короля в высших политических кругах страны. 6 сентября 1940 года в результате государственного переворота Кароль II был смещён с трона. Королём снова стал Михай, а премьер-министром — Ион Антонеску. Кароль II был вынужден покинуть страну и уехать в Португалию, где он и умер в 1953 году.

## Биография

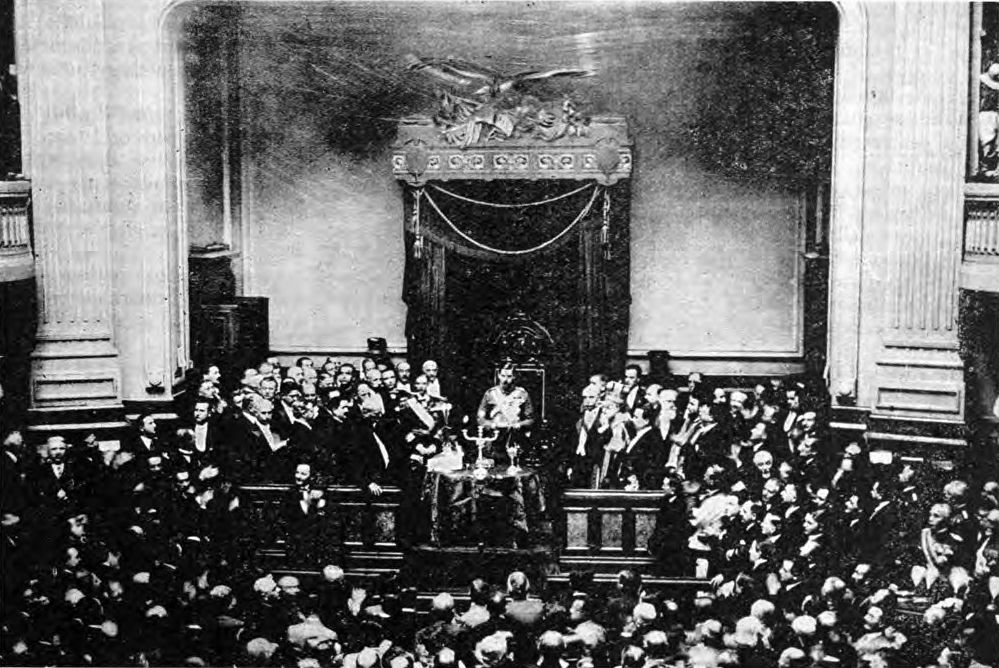
Провозглашение Кароля II королём в зале заседаний румынского парламента (8 июня 1930)

Сын короля Фердинанда I, с юности был известен эксцентричным поведением и скандальным образом жизни. По свидетельствам современников, страдал приапизмом, толкавшим его на «сексуальные эскапады». 
Во время Первой мировой войны Король Фердинанд послал сына в качестве офицера на фронт. А тот в один из вечеров он запросил немецкий штаб пропустить его в Одессу, чтобы венчаться на простолюдинке, без позволения отца. Немцы пропустили его и туда и обратно. Кронпринц съездил в Одессу и обвенчался с некоей Зизи Ламбрино, которая вскоре и забеременела от него. Имел от этого кратковременного брака сына Мирчу Григоре Ламбрино (1920—2006), не признанного членом королевской семьи, однако впоследствии, уже после падения монархии, получившего право на фамилию Гогенцоллернов-Зигмарингенов по суду и сменившего имя с Мирчи на Кароль. Мирча Ламбрино состоял в браке с Еленой Пастор, у них родился сын Поль-Филипп. Поль-Филипп считает себя наследником румынского трона.
В том же 1920 году Кароль женился официально на принцессе Елене Греческой, от этого брака в следующем году родился сын Михай.
Но вскоре разразился новый скандал: в декабре 1925 года кронпринц в составе официальной делегации поехал в Лондон представлять Румынию на похоронах английской королевы Александры. Но после похорон домой не вернулся, а подался поразвлечься в Милан. Из Италии отправил письмо, в котором сообщал, что просит не считать себя больше членом королевской семьи, отказывается от прав на престол и намерен жить с любимой женщиной как частное лицо за границей. на престол, так как сожительствует с любовницей Еленой Вольф, она же Магда Лупеску (дочерью аптекаря еврейского происхождения), которая имела большое влияние на Кароля и осталась с ним до конца жизни). Елена в 1920 году развелась с офицером румынской армии. В ответ законом от 4 января 1926 года Кароль был лишен прав на престол, а наследником был провозглашен его сын Михай. Каролю было запрещено возвращаться в Румынию.
20 июля 1927 года умирает король Румынии Фердинанд I и на трон вступает его внук Михай I. Последний правил под опекой регентов, в том числе и архиерея Мирона Кристя. Однако в июне 1930 года Кароль по приглашению политиков, недовольных регентством, вернулся в Румынию. 7 июня 1930 года самолет Кароля приземлился в Клуже. 8 июня 1930 года парламент Румынии 495 голосами «за» при 1 голосе «против» отменил закон от 4 января 1926 года.
Перед прилетом Кароль обещал расстаться с Еленой и возобновить брачные отношения с законной женой. В ходе переворота сместил 8-летнего сына и сам вступил на престол. До этого у Кароля был сильный противник, а именно лидер Национально-либеральной партии Винтилэ Брэтиану, который в 1927—1928 гг. занимал пост главы правительства. Последний даже в мае 1930 года встречался с дядей короля Михая принцем Николаем, чтобы уговорить его вступить на трон. Однако эта попытка провалилась, и 9 июля 1930 года после раскола в рядах национал-либералов Винтилэ Брэтиану был вынужден публично признать Кароля II законным монархом.

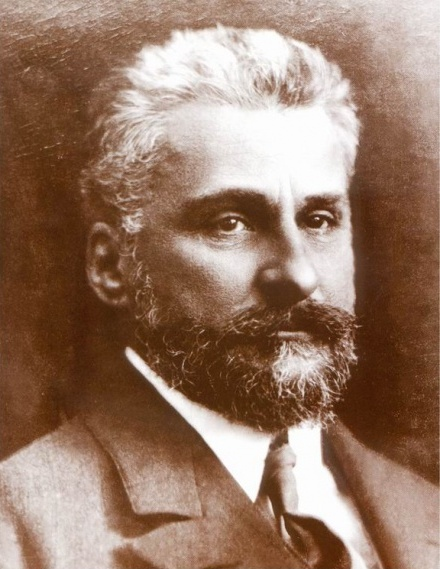
Винтилэ Брэтиану

Обещания расстаться с Лупеску Кароль не сдержал. Лупеску поселилась в королевском дворце.
В первые годы правления Кароля коррупция достигла невероятных размеров, причём огромные прибыли получали прежде всего сторонники французской ориентации Николае Малакса и Макс Аушнитт. Сам Кароль стал богатейшим землевладельцем страны, а также совладельцем 34 промышленных предприятий и нескольких банков. 
В 1938 году Кароль II при поддержке армии, приостановив действие Конституции 1923 года и распустив парламент, установил личную диктатуру, а заодно и запретил политические партии и профсоюзы. С его санкции был убит лидер националистов Корнелиу Зеля Кодряну. Также Кароль II проводил умеренно антисемитскую политику. 22 января 1938 года Кароль II подписал чрезвычайный указ № 169, согласно которому евреи, получившие румынское гражданство после Первой мировой войны (большинство румынских евреев) должны были представить документы для его проверки в 40-дневный срок. Указ продолжал действовать в период личной диктатуры короля: румынского гражданства были лишены 73253 семьи (225220 человек) румынских евреев. Два закона от 8 августа 1940 года были направлены против евреев: ограничение гражданских и политических прав евреев и запрет браков между румынами и евреями. В отношении остальных национальных меньшинств при личной диктатуре короля политика властей смягчилась. В июле 1939 года министерство национальной экономики уточнило закон 1934 года об использовании персонала на предприятиях, уточнив, что ограничения касаются иностранцев, а под румыном надо понимать румынского гражданина.
Придерживался пробританской ориентации. Только 27 марта 1939 года Румыния заключила экономическое соглашение с Германией, которая добивалась его на протяжении ряда лет, но предварительно Румыния запросила у Великобритании и Франции гарантии своих западных границ, которые получила 13 апреля 1939 года. Лишившись британской поддержки, был вынужден признать Венский арбитраж 1940 года и присоединение Бессарабии к СССР, вскоре после чего был смещён генералом Ионом Антонеску. 6 сентября 1940 года Кароль II отрёкся от престола и навсегда покинул Румынию вместе с Лупеску, несколькими сторонниками и множеством ценностей на специальном поезде, предоставленном ему Антонеску. Королём вновь стал Михай.
В 1947 году Кароль и Елена Лупеску поженились в Бразилии. В конце того же года Румынию покинул и низложенный Михай, однако он не пожелал встречаться за границей с отцом.
4 апреля 1953 года Кароль II умер и был похоронен в Португалии. Спустя полвека, в 2003 году, его останки были перенесены в Румынию, в Куртя-де-Арджеш, где покоятся предыдущие короли. На перезахоронении присутствовала его внучка Маргарита, дочь Михая, кронпринцесса Румынии.

## Галерея

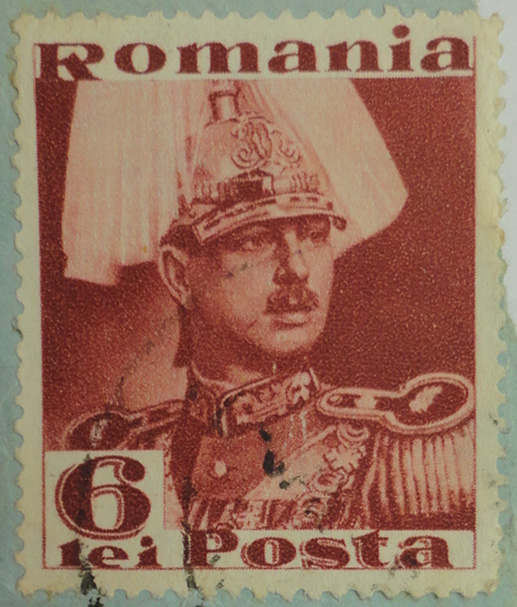
Марка с изображением короля Румынии Кароля II, 1935 г.
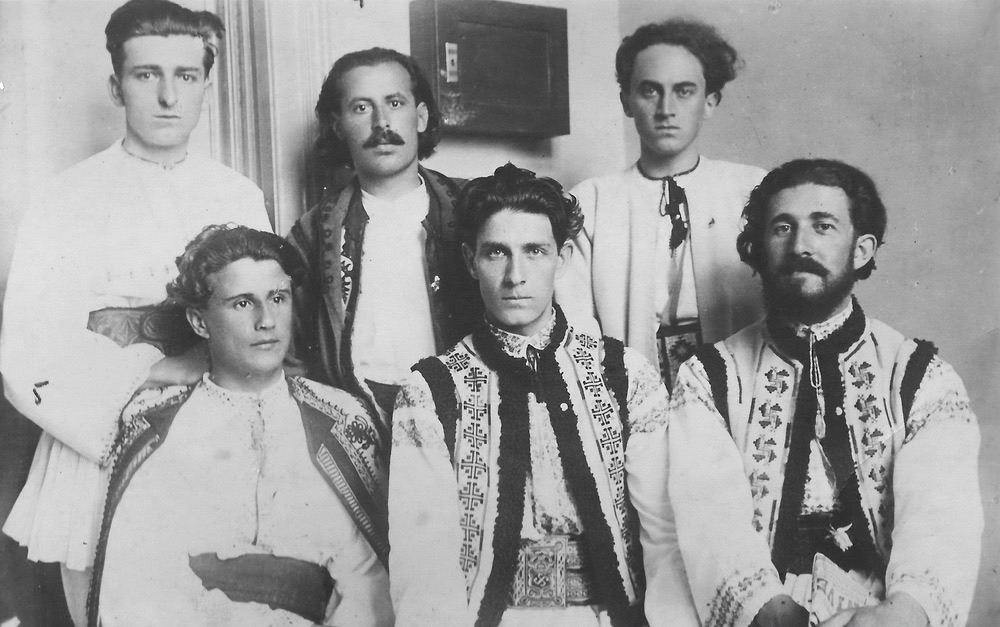
Руководство «Железной гвардии» во главе с К. Кодряну
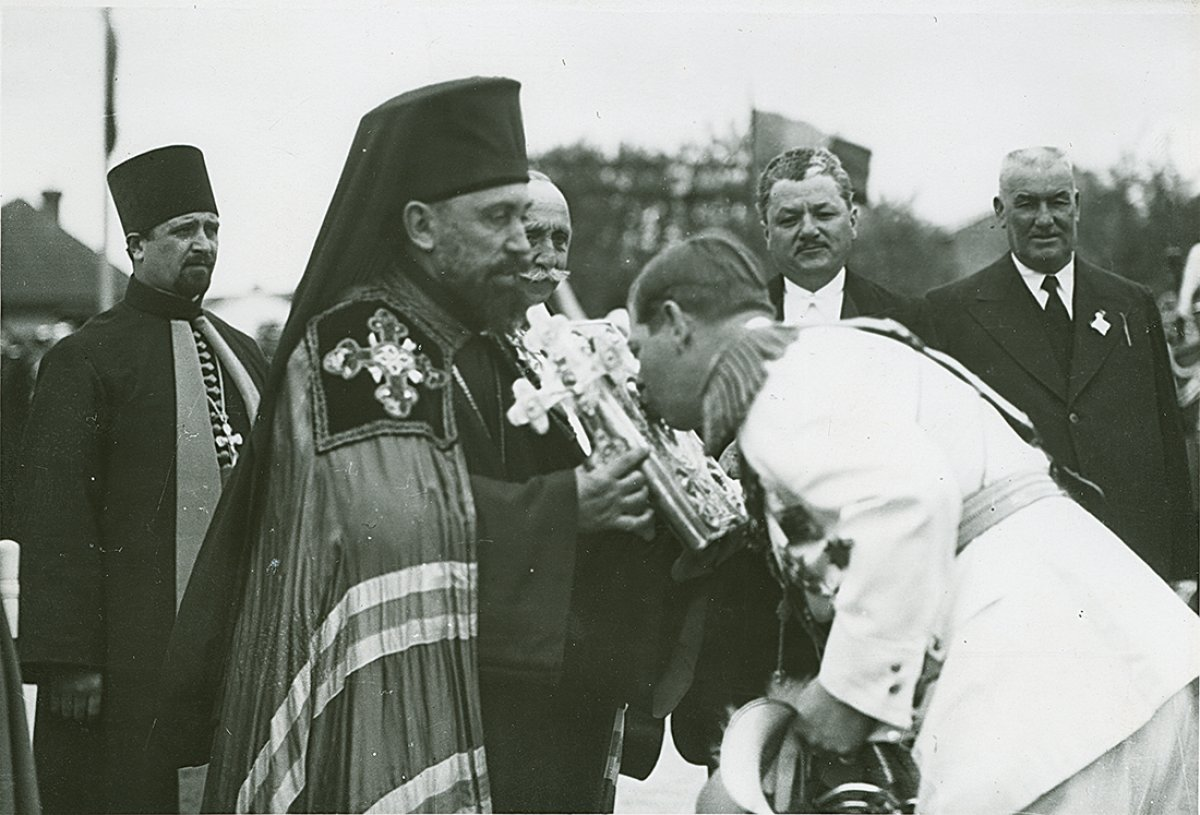
Епископ Хотинский Виссарион (Пую) встречает Кароля II в Бельцах на торжествах по освящению собора Святых Константина и Елены. 2 июня 1935 г.